# Sergey Emelin
Sergey Emelin (russo:  Сергей Александрович Емелин; IPA: [sʲɪrˈɡʲeɪ̯ ɪ̯ɪˈmʲelʲɪn]; Ruzayevka, 16 de junho de 1995) é um lutador de estilo greco-romana russo, medalhista olímpico.

## Carreira
Emelin esteve nos Jogos Olímpicos de Verão de 2020 em Tóquio, onde participou do confronto de peso galo, conquistando a medalha de bronze como representante do Comitê Olímpico Russo após derrotar o moldavo Victor Ciobanu.